# Решетняк Анатолій Володимирович
Анатолій Володимирович Решетняк (нар. 14 квітня 1955) — український радянський легкоатлет, який спеціалізувався у бігу на середні дистанції, учасник Олімпійських ігор (1980), чемпіон та призер чемпіонатів СРСР, рекордсмен світу та України з естафетного бігу 4×800 метрів. Майстер спорту СРСР міжнародного класу.
13 серпня 1978 на змаганнях у Подольську в складі збірної СРСР разом з Володимиром Подоляком, Миколою Кіровим та Володимиром Малоземліним встановив новий світовий рекорд в естафетному бігу 4×800 метрів (7.08,1), перевершивши попереднє досягнення збірної ФРН (7.08,6), встановлене в 1966.
25 липня 1979 у складі збірної УРСР разом з Валерієм Лісковим, Віталієм Тищенком та Сергієм Шаповаловим здобув «бронзу» в естафетному бігу 4×800 метрів на літній Спартакіаді народів СРСР, в межах якої визначались також призери чемпіонату СРСР. Час, який показав український естафетний квартет (7.13,1), став новим рекордом УРСР.
Завершив змагальну кар'єру в 1984.

## Основні міжнародні виступи
| Рік  | Змагання                 | Місто    | Місце | Дисципліна | Примітки |
| ---- | ------------------------ | -------- | ----- | ---------- | -------- |
| 1977 | Матчева зустріч СРСР-США | Сочі     | 1     | 800 м      |          |
| 1977 | Універсіада              | Софія    | 2заб2 | 800 м      |          |
| 1978 | Чемпіонат Європи         | Прага    | ф4    | 800 м      |          |
| 1979 | Кубок Європи             | Турин    | ф4    | 800 м      |          |
| 1979 | Кубок світу              | Монреаль | ф6    | 800 м      |          |
| 1980 | Олімпійські ігри         | Москва   | 3пф5  | 800 м      |          |
| 1982 | Чемпіонат Європи         | Афіни    | 1заб4 | 800 м      |          |